# Zalmoxis marchei
Zalmoxis marchei is een hooiwagen uit de familie Zalmoxioidae.